# Liochthonius simplex
Liochthonius simplex är en kvalsterart som först beskrevs av Forsslund 1942.  Liochthonius simplex ingår i släktet Liochthonius och familjen Brachychthoniidae. Inga underarter finns listade i Catalogue of Life.